# Jegălia
Jegălia – wieś w Rumunii, w okręgu Călărași, w gminie Jegălia. W 2011 roku liczyła 1945 mieszkańców.